# Protagonistes de la guerre israélo-arabe de 1948
Vous lisez un « article de qualité » labellisé en 2006.
Cet article présente les participants et acteurs de la Guerre israélo-arabe de 1948. Cette guerre, divisée en deux phases, est détaillée dans les articles Guerre civile de 1947-1948 en Palestine mandataire et Guerre israélo-arabe de 1948-1949.
Le 29 novembre 1947, l’Assemblée générale des Nations unies vote le plan de partage de la Palestine proposé par le Comité spécial des Nations unies sur la Palestine (UNSCOP) avec l’accord des deux superpuissances émergentes de la Seconde Guerre mondiale, les États-Unis et l’Union soviétique est approuvé par l’Assemblée générale de l’ONU, à New York par le vote de la résolution 181. Ce Plan est rejeté par les arabes palestiniens et les pays arabes.
Dès le lendemain, la guerre civile éclate. Sous l’œil globalement passif des autorités britanniques qui préparent leur retrait, les communautés juives et arabes palestiniennes s’affrontent avec une violence croissante. À partir de la fin janvier 1948, des volontaires arabes sous l’autorité de la Ligue arabe se joignent aux irréguliers arabes palestiniens.
Dans un deuxième temps éclate une guerre inter-États : après le retrait britannique et la déclaration d’indépendance d’Israël, les armées arabes de Transjordanie, d’Égypte, d’Irak et de Syrie interviennent dans le conflit. Elles y affrontent les forces israéliennes, en particulier autour de Jérusalem.
Les motivations et les objectifs politiques des protagonistes du conflit ainsi que les moyens militaires dont ils disposent sont une clé essentielle pour comprendre le déroulement et l’issue de la Première Guerre israélo-arabe.

## Contexte historique
Dès la fin du XIXe siècle, la Palestine connaît une immigration de Juifs venant de la diaspora et rassemblés au sein du mouvement sioniste. Ces derniers considèrent que les territoires du royaume d’Israël biblique sont l’endroit où la nation juive pourrait s’autodéterminer et se protéger de l’antisémitisme.
En 1901, le Fonds national juif est fondé à Bâle lors du 5e Congrès sioniste. Sa fonction est d’acheter des terres en Palestine/Eretz Israel et d’y développer le pays en vue de l’implantation des Juifs.
Plusieurs Aliyahs de plus en plus importantes se succèdent : 10 000 Juifs immigrent en Palestine fin du XIXe siècle, 35 000 entre 1903 et 1914 et 35 000 de nouveau entre 1919 et 1923. Les Arabes, majoritaires en Palestine, s’opposent à cette immigration croissante.
En 1914, le Royaume-Uni et l’Empire ottoman entrent en guerre dans le cadre de la Première Guerre mondiale.
En 1915, le Haut Commissaire britannique d’Égypte, sir Henri McMahon, promet au roi Hussein ben Ali l’indépendance et le contrôle arabe sur les territoires qui seraient libérés de la mainmise ottomane. En 1917, la déclaration Balfour officialise le soutien du gouvernement britannique à l’établissement d’un foyer national juif en Palestine. En décembre 1917, le général Allenby prend Jérusalem. En 1918, le Royaume-Uni achève sa prise de contrôle de la Palestine et défait les armées ottomanes.
Les premières violences éclatent en 1920 et 1921 lors des émeutes de Jérusalem et des émeutes de Jaffa.
En juillet 1922, la Société des Nations confie au Royaume-Uni un mandat sur la Palestine et en septembre, les Britanniques fondent l’Émirat arabe de Transjordanie sur la rive est du Jourdain,. La région prend une importance stratégique pour la Grande-Bretagne qui contrôle également l’Irak et qui est présente en Égypte et en Arabie saoudite.
Dès la fin des années 1920, l’immigration s’intensifie encore avec l’arrivée des Juifs fuyant les persécutions en Europe. Ce sont 80 000 nouveaux immigrants qui arrivent entre 1924 et 1928 et on en compte encore 180 000 jusqu’en 1939. De nombreux conflits éclatent entre Juifs et Arabes. Notamment, les émeutes de 1929 qui font 133 morts côté juif et 116 côté arabe et la grande révolte arabe de 1916-1939 au cours de laquelle les Arabes entament une grève générale qui se solde par plus de 5 000 morts côté arabe et 500 morts côté juif et qui voit l’arrestation, l’exil ou la mort de la plupart des leaders politiques arabes palestiniens.
À la suite de cette insurrection, les Britanniques envisagent tout d’abord une partition entre les populations juive et arabe. Une commission est désignée, dirigée par Peel. Ses travaux aboutissent en 1937 à un plan de partage qui n’est en fin de compte pas retenu. En lieu et place, les Britanniques adoptent, en 1939, le troisième Livre Blanc qui abandonne l’idée de la partition des territoires du mandat en faveur d’un État indépendant palestinien gouverné par les Arabes et les Juifs et limitent de façon draconienne l’immigration juive vers la Palestine.
En 1945, on compte environ 600 000 Juifs pour 1 200 000 Arabes en Palestine tandis que 250 000 Juifs, survivants de l’Holocauste, attendent dans les camps de réfugiés en Europe et à Chypre.
Durant la période 1945-1947, plusieurs plans sont proposés pour apporter une solution au problème de la Palestine. Au niveau local, les représentants juifs et arabes adoptent des positions nationalistes inconciliables et refusent l’un et l’autre toute idée d’un État binational. Les positions internationales ne sont pas plus conciliables : en juillet 1946, le rapport britannique de Morrison et Grady propose un plan de division de la Palestine en provinces autonomes dont les intérêts collectifs seraient gérés par une puissance mandataire. Le 4 octobre, le président Truman fait une déclaration favorable à un partage de la Palestine entre Juifs et Arabes. En février 1947, le ministre des Affaires étrangères britannique, Ernest Bevin, propose une libre immigration juive contre l’indépendance de la Palestine dans un délai de cinq ans. En réponse, les Sionistes avancent leur propre projet de partage, tandis que les Arabes demandent l’indépendance immédiate de la Palestine.
Le 18 février 1947, faute de pouvoir apporter une solution aux troubles dans le pays, Ernest Bevin annonce officiellement la transmission du dossier à l’ONU. Le 28 avril, celle-ci confie à une commission spéciale, l’UNSCOP, le soin d’étudier le problème. Celle-ci remet son rapport fin août.
Le 29 novembre 1947, l’Assemblée générale des Nations unies approuve un plan de partage de la Palestine mandataire en deux États : l’un juif, et l’autre arabe ; la ville de Jérusalem relevant quant à elle d’un statut de ville internationale. Le plan est accepté par les Juifs qui ont milité en ce sens mais il est rejeté par les Arabes palestiniens et par l’ensemble des pays arabes qui exigent la création d’un État indépendant arabe sur l’ensemble de la Palestine.

## Centralisation du pouvoir au sein du Yichouv autour deDavid Ben Gourion

### Politique du Yichouv

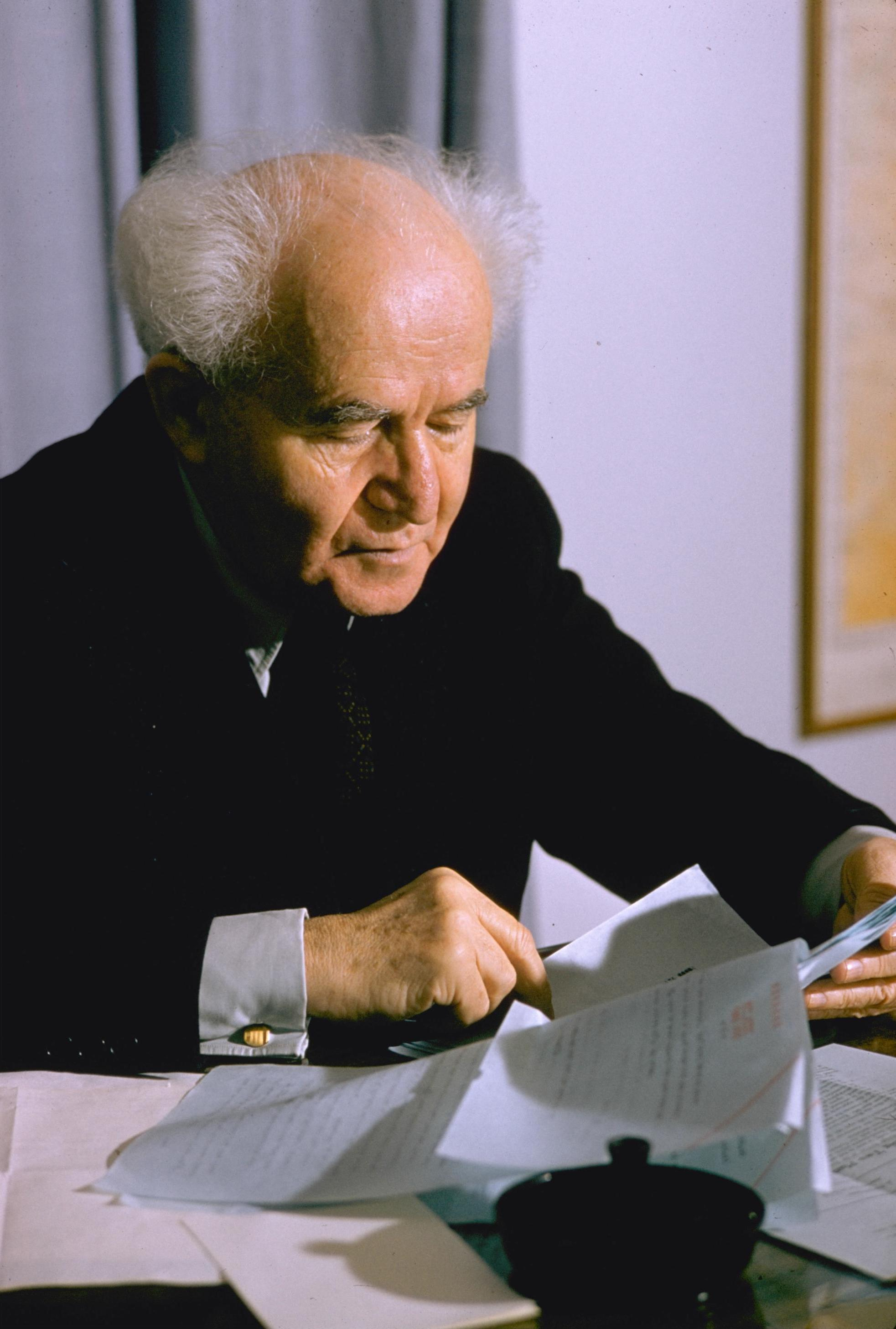
David Ben Gourion

#### Structure
Depuis la fin des années 1930, la communauté juive en Palestine, appelée le Yichouv, s’est construit une structure politique puissante et efficace dont les pratiques et les dirigeants sont soumis aux principes démocratiques. La majorité des partis sionistes, à l’exception de la droite nationaliste du Parti révisionniste se trouvent représentés dans deux organisations dirigeantes principales : l’Agence juive en Palestine et l’Organisation sioniste mondiale au niveau international. Au sein de ces deux organisations, la gauche sioniste représentée par le Mapaï de David Ben Gourion est majoritaire en alliance avec les centristes représentés par les Sionistes généraux de Chaïm Weizmann.
En novembre 1947, tout le pouvoir de décision est concentré au sein de deux comités, l’un militaire et l’autre politique, auxquels sont transférés les pouvoirs du Comité exécutif national. Ces deux comités sont dirigés par David Ben Gourion.
Les deux organisations armées clandestines issues de la droite nationaliste, l’Irgoun de Menahem Begin et le Lehi d’Yitzhak Shamir conservent leur autonomie vis-à-vis de l’Agence juive. Elles gardent le droit d’acheter des armes de leur côté mais se « soumettent à Ben Gourion ». Elles sont considérées comme terroristes par les autorités britanniques, et l’Agence juive s’en dissocie, tout en les tolérant.

#### Objectifs
Globalement, le Yichouv est uni derrière un objectif commun qui soude la grande majorité de la nation juive en Palestine et au sein de la diaspora : la fondation d’un État juif.
Certains différends existent toutefois sur les limites territoriales que doit prendre cet État. Pour David Ben Gourion, l’essentiel est d’en avoir un. Ses limites initiales importent peu. Une fois structuré, organisé et armé, celui-ci pourrait s’étendre si nécessaire. Cette vision n’est toutefois pas partagée par la droite sioniste qui n’a pas accepté la création de la Transjordanie et qui considère que la présence sioniste y est un droit dont ils ont été dépossédés à la suite de son indépendance en 1922.
Jérusalem est au cœur d'un autre débat. Le plan de partage attribue à cette ville un statut international et ne la rattache ni à l’État arabe, ni à l’État juif. Or, son importance est énorme. Jérusalem est la première ville sainte du Judaïsme et elle a conservé un caractère symbolique fondamental au sein de la diaspora juive depuis l’expulsion des Juifs toutes tendances confondues, hors de la Chôra de Jérusalem (135), qui couvre une partie importante de la Judée,,. L’origine du nom sionisme fait d’ailleurs référence à Sion, une de ses collines. Mais Jérusalem est également une ville sainte dans le Christianisme et l’Islam et procure de ce fait un certain prestige au pays qui la contrôle. Stratégiquement, Jérusalem comporte une communauté juive de près de 100 000 personnes, ce qui représente un sixième de la population du Yichouv. Par contre, elle est complètement entourée de faubourgs arabes et se retrouve isolée du reste de la communauté juive qui est principalement localisée dans la plaine côtière entre Tel-Aviv et Haïfa ainsi qu’en Galilée. Le contrôle de la ville constitue un des enjeux majeurs de la guerre et les combats les plus durs s’y concentrent.
La Palestine comprenant initialement 1 200 000 Arabes pour 600 000 Juifs, la question de la création d’un État juif pose un problème démographique. La viabilité voire l’existence d’un État juif avec une majorité ou même une forte minorité arabe est mise en péril. Si une réponse possible vient de l’immigration juive, notamment via les 250 000 Juifs qui attendent dans les camps de réfugiés en Europe et à Chypre ou via les 800 000 Juifs de la diaspora vivant dans les pays arabes, la possibilité du transfert de la population arabe palestinienne en dehors du territoire prévue pour fonder l'État juif suscite des débats au sein des autorités sionistes. La possibilité que ces débats ait mené à l’établissement d’une politique d’expulsion planifiée de longue date fait l’objet d’une controverse entre historiens. Elle est développée dans l’article traitant de l’exode palestinien.

### Forces militaires et paramilitaires

#### Organisation
L’organisation en milices de la Haganah est transformée pour se rapprocher de celle d’une véritable armée. Dès novembre 1947, elle est placée sous le commandement militaire unifié d’un état-major (Hamifkada Haarzit), avec à sa tête Yaakov Dori et son second Yigaël Yadin (en réalité le général en chef de facto). L’état-major est lui-même placé sous l’autorité directe du cabinet politique dirigé par David Ben Gourion.
En novembre 1947, la Haganah est une force paramilitaire clandestine. Elle se structure autour d’une force mobile, le Hish, comportant 2 000 hommes et 10 000 réservistes (âges entre 18 et 25 ans) et une force d’élite, le Palmach, comportant 2 100 hommes et 1 000 réservistes. Les réservistes effectuent un entraînement de 3-4 jours / mois et retournent à la vie civile le reste du temps. Ces forces mobiles peuvent s’appuyer sur une force de garnison, le Him, totalisant 20 000 hommes âgés de plus de 25 ans et sur le Gadna, regroupant 9 500 jeunes de 14 à 17 ans. La Haganah dispose d’une « force navale », le Palyam, qui compte 350 hommes,,,,.
Le Yishouv s’est également doté de deux services de renseignements : un intérieur, le SHAY, dirigé par David Shealtiel et Iser Beeri avec une section arabe fondée par Ezra Danin et un extérieur, le Da’at avec sa section arabe, le Da’at/A dirigée par Joshua Palmon.

#### Qualité des troupes
« La liste (des troupes) s’avère trompeuse car, en pratique, seul le Palmach dispose de recrues entraînées, expérimentées et donc à même d’assurer d’autres missions que la traditionnelle protection des colonies ».
Une forte proportion des membres du Palmach et de la Haganah sont cependant des vétérans qui ont fait partie des 28 000 soldats ayant servi dans l’armée britannique au sein de la Brigade juive ou des 20 000 hommes qui ont servi dans la police ou dans des unités mandataires comme le Notrim (comportant certaines unités d'élite), le FOSH ou le Hish.
Même si certains de ses membres ont l’expérience des armées modernes, la Haganah en tant que telle n’a jamais mené, du fait de la clandestinité, d’opérations d’envergure comme nécessaire en période de guerre. Sa plus grande unité tactique est la compagnie et sa plus grande unité opérationnelle est la section. Fin 1947, la Haganah ne comporte qu’une brigade d’infanterie,.
Le Palmach est une unité d’élite constituée de commandos. Il a pour mission principale de tenir les kibboutzim avancés et isolés comme en Galilée, le long de la frontière syrienne, aux alentours de Jérusalem (Kfar Etzion) et dans le Néguev. Cette utilisation des unités d’élites s’inscrit dans la politique de Ben Gourion qui « interdit » l’abandon de toute terre sous contrôle juif.

#### Irgoun et Lehi
L’Irgoun et le Lehi conservent leur autonomie militaire mais gardent des contacts informels avec la Haganah. L’objectif de création d’un État juif les rapproche. L’Irgoun compte de 2 000 à 4 000 combattants et le Lehi entre 500 et 800,.
L’Irgoun avait mené une campagne d’attentats contre les civils arabes entre 1937 et 1939, avant de décréter un cessez-le-feu en 1940. Toutefois, une faction de l’Irgoun a refusé ce cessez-le-feu et créé le Lehi. Les actions du Lehi ont alors visé les Britanniques. En février 1944, l’Irgoun met fin à son cessez-le-feu et prend les armes contre les Britanniques. Cette campagne des deux organisations dure jusqu’en 1947, et explique en partie le retrait britannique.
De novembre 1947 à leur dissolution (mai-juin 1948), le Lehi et l’Irgoun reprennent leurs attentats contre les civils arabes. Bien que les Britanniques soient en phase de retrait, on note encore des actions ponctuelles de l’Irgoun contre ceux-ci accusés de favoriser les Arabes,.

### Armement et équipement

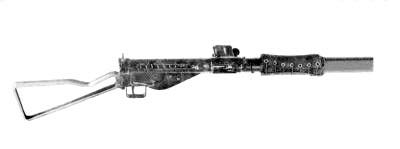
Mitraillette Sten

L’armement et l’équipement font défaut aux forces juives clandestines du fait de l’opposition des autorités mandataires à la présence de toute milice armée sur le territoire sous son contrôle. Dans le cadre du maintien de l’ordre, les Britanniques effectuent des inspections régulières le long de routes et dans les implantations juives. Toutes les armes trouvées sont confisquées. Les forces juives sont en conséquence très mal équipées, ne disposent que d’armes légères et de véhicules blindés artisanaux.
« En avril 1947, dans les stocks de la Haganah, on dénombre très exactement 10 073 fusils, 1 900 mitraillettes, 444 mitrailleuses légères, 186 mitrailleuses moyennes, 676 mortiers de 2 pouces, 96 mortiers de 3 pouces, 93 738 grenades à main et 4 896 603 cartouches. Pas de mitrailleuses lourdes, pas de canons, et a fortiori ni char, ni avion, ni navire de guerre »,,. Ce stock d’armes est clandestin, le port d’armes étant un crime passible de la peine de mort et à mettre en parallèle avec le nombre de combattants disponibles : environ 35 000. En pratique, seul 1 combattant sur 3 est armé et cette proportion se monte à 2 sur 3 au sein du Palmach.
Le Yichouv s’est néanmoins organisé pour pallier ces manques. Dès la fin de la Seconde Guerre mondiale, plusieurs ateliers clandestins de fabrication d’armes ont été installés sur le territoire du mandat. Entre octobre 1947 et juillet 1948, ils fabriquent plus de 3 000 000 cartouches, 150 000 grenades, 16 000 mitraillettes stens et 210 mortiers de 3 pouces.
Les Juifs ne manquent pas non plus d’audace. Sous la direction de Yehuda Arazi, un ancien membre de la police palestinienne mandataire, la Haganah pille des convois de munitions et des entrepôts d’armes britanniques. Sa tête est mise à prix à 2 000 livres sterling par les Autorités Mandataires.
Yehuda Arazi achète également des armes en Europe. Pour les acheminer, il utilise la couverture d’une fabrique de matériel agricole qu’il a racheté à Varsovie. Entre 1945 et 1948, ce sont près de 3 000 fusils, 226 mitrailleuses, 10 000 grenades, 3 000 000 de cartouches, des centaines d’obus de mortiers et 3 avions de tourisme qu’il a réussi à introduire en Palestine.
Deux anecdotes illustrent la pauvreté de l’armement dont dispose le Yichouv :
- à Jérusalem, un faux couple d’amoureux de l’Irgoun dépouille de leurs armes les soldats britanniques qui ont le tort de se promener seuls. Ce sont près de 80 revolvers qui sont ainsi rassemblés[44] ;
- deux vieux canons turcs entreposés au Menorah Club de Jérusalem sont dérobés une nuit et sciés. David Leibovitch, un ingénieur agronome d’origine sibérienne en fait les premières armes lourdes de la Haganah : les Davidka[45].

À partir de 1947, la Haganah se procure armes, munitions et un peu d’armement lourd (principalement des avions) dans les surplus laissés par la Seconde Guerre mondiale, en Europe et en Amérique du Nord. L’approvisionnement prend une ampleur nettement plus importante par la suite (voir la section sur le problème du matériel).

## Dissensions au sein du camp arabe
Les camps palestiniens et arabes sont divisés par des intérêts divergents accentués par au minimum de la méfiance voire une hostilité ouverte qui les « rendent incapables d’un effort concerté d’organisation interne ». Pappé résume la situation en ces termes : « (…) il n’est guère intéressant de s’attarder sur les subtilités de leurs divergences. (…) Mais ils ne pouvaient pas faire grand-chose pour sauver les Palestiniens du désastre où allaient les conduire la suffisance des politiciens et l’incompétence des généraux. ».
En synthèse, il y a 3 factions principales dans le camp arabe :
- la faction palestinienne représentée par le Haut Comité arabe ;
- la faction arabe pro-hachémite comprenant la Transjordanie et l’Irak ;
- la faction arabe anti-hachémite comprenant l’Égypte, la Syrie, l’Arabie saoudite et le Liban ;

La Ligue arabe joue quant à elle un rôle de porte-parole.
Pour chacun de ses camps, la Palestine constitue un enjeu différent et chacun dispose de moyens différents pour tenter d'atteindre ses objectifs.

### Structures politiques et militaires palestiniennes

#### Représentativité du Haut Comité arabe

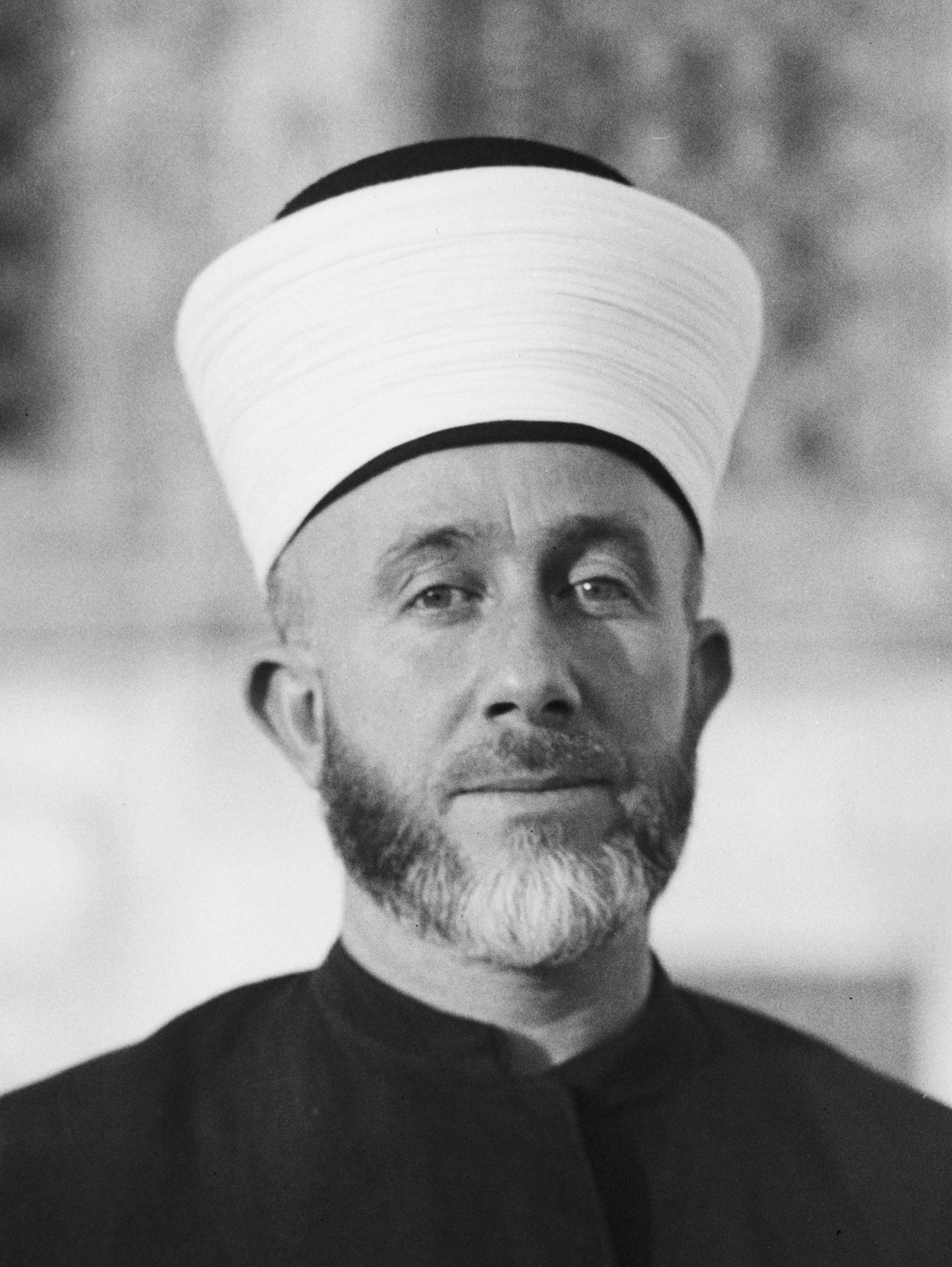
Le mufti Hadj Amin al-Husseini

La structure politique palestinienne de l’époque est de double nature : à côté d’une féodalité rurale basée sur les clans. Les centres urbains sont dirigés par plusieurs douzaines de grandes familles rassemblées au sein du ’Ayan. Ces dernières rassemblent toute la classe dirigeante de la société arabe palestinienne (propriétaires terriens, politiciens, juges, marchands, maires, hauts fonctionnaires, leaders religieux, etc.). Elles se regroupent néanmoins autour de deux factions principales et rivales : les Nashashibis et les Husseinis
Bien que débutant en 1920, c’est principalement au cours de la Grande Révolte de 1936-1939 que le nationalisme arabe palestinien a pris son essor sous la poussée des Husseinis. Toutefois, la révolte fut durement réprimée par les Britanniques, avec la collaboration des sionistes et des Nashashibis et le mouvement nationaliste ne put jamais prendre une ampleur équivalente au nationalisme sioniste. Depuis cette époque, les Husseinis, rassemblés au sein du Haut Comité arabe et avec à leur tête le grand mufti de Jérusalem, Hadj Amin al-Husseini, ont pris le pas sur les Nashashibis.
En 1947, le mufti ne fait pas l’unanimité et son autorité n’est pas reconnue partout. De plus, il n’a pas encore su organiser les relais permettant de garantir une véritable structure nationale en dehors des grandes agglomérations. Localement, les « comités nationaux » agissent la plupart du temps de manière indépendante.
Ainsi, tandis que les intentions du Haut Comité arabe sont claires et opposées à toute négociation avec le Yishouv, les pouvoirs locaux ont la plupart du temps négocié des accords séparés avec les autorités sionistes.
Le Haut Comité arabe annonce de son côté, et sans ambiguïté, qu’il s’opposerait à la partition de la Palestine et à la création d’un État juif par tous les moyens, dont l’usage de la force.
Dans les faits, la classe politique palestinienne abandonne ses responsabilités. « En juillet 1947, sur les 12 membres du Haut comité arabe, il n’en reste que 3 en Palestine. Les autres sont à Damas tandis que le chef du mouvement, le Mufti Hadj Amin al-Husseini, est au Caire. Les Anglais lui ont interdit de se rendre en Palestine mais alors que cette interdiction a été réduite à la région de Jérusalem, jamais il ne se rendra dans les villes et villages de la Palestine du mandat ». La plupart des dirigeants locaux sont également les premiers à quitter le pays une fois que la violence éclate.
Le mufti n’a pas non plus de reconnaissance internationale. Les Britanniques le considèrent comme un ennemi notamment à la suite de son implication dans la Grande Révolte. Enfin, sa collaboration avec le régime Nazi durant la Seconde Guerre mondiale ne lui attire pas la sympathie internationale. Dans le contexte de la Shoah, ces liens font d’ailleurs de lui une figure d’ennemi emblématique voire mythique aux yeux de la communauté juive,.
« Même ses “alliés” arabes se méfient de lui. Il est devenu persona non grata dans les sommets arabes qui se succèdent pour préparer la lutte contre le plan de partition ». Il parvient toutefois à imposer sur le terrain deux de ses représentants : son neveu, Abdel Kader al-Husseini ainsi qu’Hassan Salameh, mais les conflits entre politiciens se retrouvent entre généraux sur le terrain.

#### Jaysh al-Jihad al-Muqaddas (Armée de la Guerre Sainte)

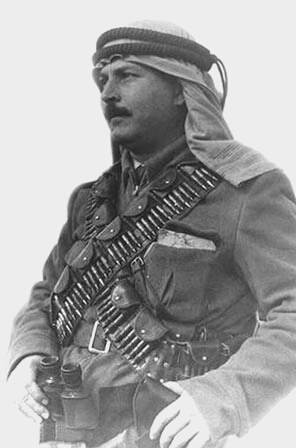
Abdel Kader al-Husseini

Les troupes palestiniennes sont rassemblées au sein de l’Armée de la Guerre Sainte mais il s’agit plus de l’armée personnelle des Husseinis que d’une véritable armée palestinienne.
Initialement composée de quelques centaines d’hommes, cette force se monte fin mai 1948 à 4 000 hommes, dont de nombreux Frères musulmans, et est renforcée plus tard par 8 000 volontaires, dont seulement entre 1/10 et 1/4 de Palestiniens.
Parmi ces volontaires, se trouvent des mercenaires européens. À la mi-février, plusieurs centaines de Bosniaques Musulmans, anciens de la Wehrmacht, rejoignent les Arabes de Haïfa et les forces de Salameh à Lydda où ils servent d’instructeurs aux Palestiniens. Abdel Kader al-Husseini accueille également une trentaine d’Allemands et des déserteurs britanniques.
La Jaysh al-Jihad al-Muqaddas est active principalement dans le siège de Jérusalem en attaquant les convois de ravitaillement en provenance de Tel-Aviv ainsi que dans le siège des implantations juives du Néguev.
Toutefois, « ils seront trop peu et trop faibles pour avoir un impact sur le rapport des forces dans le pays ».

#### Forces locales
Des milices locales sont instaurées dès le début des hostilités et rassemblent d’anciens soldats palestiniens de l’armée britannique dans laquelle environ 12 000 d’entre eux ont servi, les membres d’organisations paramilitaires d’avant la guerre (telles que al-Najjada et al-Futuwwa) et d’anciens policiers ou des déserteurs des Forces frontalières transjordaniennes. Sur l’ensemble de la Palestine, leur nombre se monte entre 11 000 et 12 000 hommes. Leur rôle dans le conflit reste toutefois limité et passif,,.

#### Armement
Les Arabes palestiniens sont soumis au même problème que les Juifs. Pendant la rébellion de 1936-39, les Britanniques ont confisqué une large portion des armes que les Arabes possédaient. Toutefois, en 1942, le SHAY a calculé que les Arabes palestiniens disposaient de 50 000 armes à feu. Cette « estimation très exagérée » augmente encore après la guerre à la suite des rapports de vol dans les camps militaires et des achats d’armes dans les pays arabes voisins.
Tout comme les Juifs, ils vont faire appel à l’improvisation en dérobant munitions, armes et pièces de rechange dans les dépôts britanniques, ou en dérobant des camions chargés d’armes avec la complicité de certains Britanniques. Le 14 décembre 1947, des militants arabes volent ainsi 400 fusils et mitraillettes ainsi qu’un stock important de munitions dans les dépôts des auxiliaires de police arabes à Ramleh. Toutefois, ces méthodes sont limitées. Elles ne suffisent pas à constituer des stocks d’armes assez importants pour mener une guerre.
En synthèse, la direction palestinienne n’a clairement pas les moyens de ses ambitions. Elle « ne dispose pas de véritable force militaire et (…) sans appui extérieur, elle n’a absolument aucune chance de succès contre les Juifs ».

### Le roi Abdallah de (Trans)Jordanie

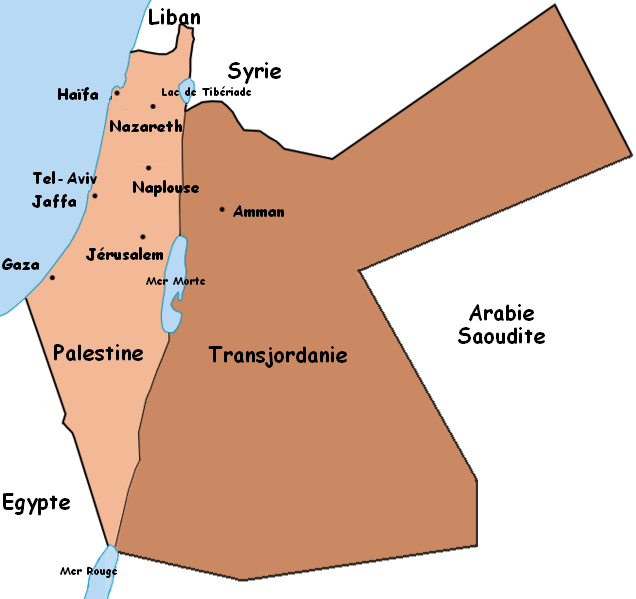
Carte de la Palestine et de la Transjordanie (1922 - 1948)

La Transjordanie est certes un petit État de moins de 500 000 habitants, mais les Hachémites ont toujours été fidèles aux Britanniques et sont leurs alliés les plus solides au Moyen-Orient.

#### Historique
Le pays a été créé en septembre 1922 par les Britanniques (indépendance en 1946), quelques mois après l’obtention de leur mandat sur la Palestine. Son souverain, le roi Abdallah Ier de Jordanie est le troisième fils du Chérif de la Mecque Hussein ben Ali qui a organisé la révolte arabe contre les Turcs et à qui McMahon avait promis l’indépendance arabe sur les territoires libérés.
En scindant géographiquement leur mandat les Britanniques voulaient respecter leur promesse à ibn Ali tout en limitant à l’ouest du Jourdain l’immigration sioniste
Durant la Seconde Guerre mondiale, les forces transjordaniennes ont combattu aux côtés des britanniques et garanti leur souveraineté dans la région.
La Transjordanie est soutenue par le Foreign Office et le Ministre des Affaires étrangères britannique : Ernest Bevin.

#### Politique

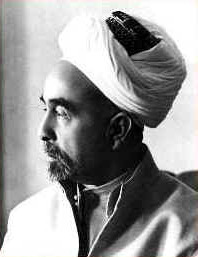
Abdallah Ier de Jordanie

Le roi Abdallah Ier de Jordanie a été un allié des Nashashibis, ce qui fait du Mufti son ennemi en Palestine. Mais ce sont surtout les divergences d’objectifs politiques qui vont opposer les deux hommes.
En 1945, Abdallah a fait part au Foreign Office de son ambition de constituer une « Grande Syrie » qui aurait regroupé sous sa tutelle la Syrie, le Liban, la Palestine et la Transjordanie. Le Mufti et son projet d’État palestinien indépendant sont donc ses adversaires naturels.
« L’absence chez lui d’antisémitisme — ce qui le différencie beaucoup de dirigeants arabes de l’époque — et une communauté d’intérêts avec les sionistes pour s’opposer au mouvement national palestinien » le poussent donc naturellement à se rapprocher des autorités sionistes dès l’époque de la Grande Révolte.
En novembre 1947, quelques jours avant le vote à l’ONU sur le plan de partition, lors d’une rencontre secrète entre Golda Meir et le roi Abdallah organisée dans une centrale électrique juive de Transjordanie, ce dernier confirme à Golda Meïr son amitié pour la cause sioniste. Il se montre favorable au plan de partage et déclare que si l’ONU le vote, il annexerait le territoire accordé aux Arabes,. Il n’est pas clair que les intentions d’Abdallah aient été connues des autres dirigeants arabes.

#### Légion Arabe

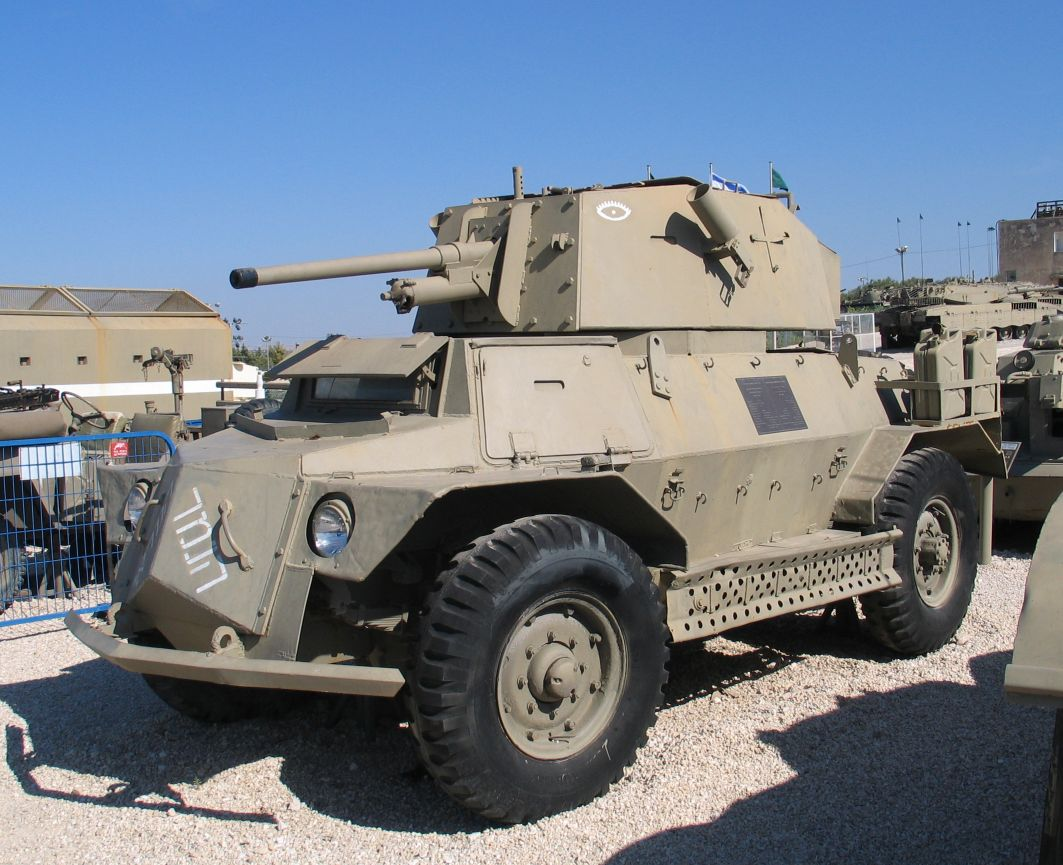
Blindé jordanien (musée de Latroun)

Grâce au soutien Britannique, la Transjordanie dispose de l’armée la plus moderne du Moyen-Orient, ce qui donne au roi Abdallah les moyens de sa politique.
Tout d'abord, de tous les protagonistes, il s'agit de la seule armée qui ait réellement connu l'expérience du combat en participant en 1941 aux campagnes britanniques en Irak et en Syrie.
Au moment de la campagne, elle compte entre 8 000 et 10 000 hommes. Elle est renforcée début 1948 à la suite du démantèlement des Forces frontalières transjordaniennes dont beaucoup des 3 000 hommes la rejoignent. En mai 1949, elle en comptera 14 000. Elle est équipée, entraînée et encadrée par 37 à 75 officiers britanniques, avec à leur tête le célèbre Glubb Pacha. Elle sert aussi de force de police mandataire en Palestine et aura des garnisons dans le pays jusqu’au départ des Britanniques. Dans la région d'Hébron, certaines ne quitteront d'ailleurs pas le pays et seront déjà présente le 15 mai.
Efraïm Karsh rapporte que la Légion arabe est organisée en quatre régiments d’infanterie mécanisés soutenus par 75 véhicules blindés et 40 pièces d’artillerie répartis en quatre bataillons et plusieurs compagnies d’artillerie. Selon Benny Morris, elle se compose de 3 brigades de 2 régiments chacune et d'une division d'artillerie "hautement professionnelle". Il souligne également que la Légion ne dispose pas d'aviation.
Les véhicules blindés sont des blindés légers de type Marmon-Herrington Armoured Car (en) disposant notamment d’un canon anti-chars de calibre 40 mm capable de tirer des obus de 1 kg à un rythme d’environ 15 coups à la minute et de percer un blindage de 35 mm à 1 000 m. À titre de comparaison, les véhicules blindés artisanaux utilisés par la Haganah disposent d’un double blindage de 2 × 4 mm.
À ceux-ci viennent s’ajouter des véhicules de reconnaissance de type Otter canadien et le soutien d’artillerie aux brigades est fourni au moyen de canons de montagne de 3,7 pouces pouvant tirer des obus de 20 kg à 5,5 km.

### L’Irak hachémite
À l’époque du conflit, le royaume d'Irak compte une population de l’ordre de 5 000 000 habitants. Les Britanniques ont placé les Hachémites à la tête de l’État et ces derniers essaient d’y imposer un pouvoir politique fort. Le pays connaît la pire situation interne des États du Moyen-Orient : une situation socio-économique déplorable (le taux de mortalité par exemple est dix fois supérieur à celui des pays industrialisés à l’époque), une rébellion kurde qui vient d’être matée et des conflits politico-religieux entre Arabes sunnites (minoritaires) au pouvoir et la majorité chiite.
Les troubles en Palestine sont d’autant plus problématiques pour l’Irak que la source principale de revenus du pays, le pétrole, est dépendante de l’oléoduc qui aboutit à Haïfa. De fait, la fermeture de cet oléoduc provoque après la guerre une grave crise financière.
La position irakienne sur la Palestine est ambivalente. Avant la guerre, les gouvernants irakiens sont parmi les pays arabes les premiers à pousser pour « une intervention militaire coordonnée des États arabes en Palestine » mais bien que leur contingent sera le plus important, il ne fera pas grand chose à part occuper des positions défensives en Cisjordanie et « les ministres irakiens, qui insistèrent à de multiples reprises [sur] la mise en place d'un boycott commercial et pétrolier des puissances occidentales favorables au partage, ne firent (…) rien pour le mettre en œuvre ».
Sous la poussée de sa population, tout en étant soupçonné de collusion avec la Transjordanie (deux branches de la famille hachémite sont au pouvoir dans les deux pays), l’Irak enverra néanmoins un des plus gros contingents arabes en Palestine.
Les forces militaires irakiennes comptent dans les 40 000 hommes et sont relativement bien équipées, organisées et entraînées. Elles sont structurées en trois divisions soutenues par un bataillon de 15 à 20 chars, 200 véhicules blindés et entre 70 et 80 pièces d’artillerie. Les forces aériennes irakiennes disposent de 80 appareils dont la moitié sont opérationnels.
Toutes ces forces ne sont pas impliquées dans le conflit. La contribution irakienne initiale est de 3 000 hommes et culmine à 20 000 hommes fin 1948.

### L’Égypte du roi Farouk

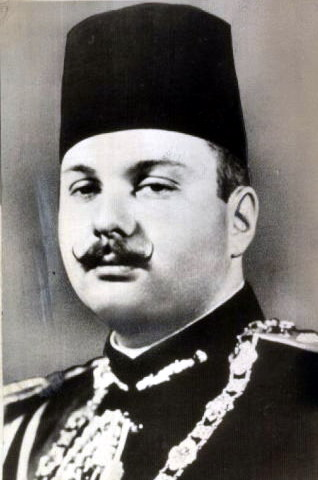
Roi Farouk

À l’époque des événements, l'Égypte est une monarchie constitutionnelle et compte environ 20 000 000 habitants. Elle vient d’acquérir son indépendance (1936), et dispose aux Nations unies d’un statut équivalent aux autres pays alliés de la Seconde Guerre mondiale.
La politique égyptienne est dominée par les questions relatives au nationalisme arabe qui secouent le Moyen-Orient depuis la fin des années 1930. Elle est en conflit diplomatique et politique avec le Royaume-Uni sur la question du sud de la vallée du Nil (Soudan) et sur la question de la présence de troupes et de bases britanniques sur son territoire. Le 8 juillet 1947, elle porte d’ailleurs l’affaire devant le Conseil de sécurité de l’ONU.
Sur le plan de la politique intérieure, le gouvernement en place doit faire face au nationalisme islamiste des Frères musulmans ainsi qu’à une pression populaire très favorable à la cause palestinienne.
Le gouvernement égyptien a entretenu des relations avec les mouvements sionistes jusqu’en novembre 1947. Il soutient bien entendu la cause palestinienne et en particulier le Grand Mufti qui est réfugié au Caire, mais c’est principalement pour contrecarrer les visées du roi Abdallah sur la Palestine.
Toutefois, l’Égypte n’est pas disposée à entrer en guerre ou à s’opposer militairement au plan de Partage, et ne se prépare donc pas à une intervention. Les troupes sont gardées en réserve pour maintenir l’ordre intérieur et garder les voies de communications.
L’état-major égyptien est confiant. Dans un entretien avec le roi Farouk, le général Haïdar certifie que l’armée est prête à se battre. « Il n’y aura pas de guerre avec les Juifs. Ce sera une parade sans le moindre risque et notre armée sera à Tel-Aviv en moins de deux semaines » alors qu’en réalité, celle-ci n’a pas du tout été préparée et ne dispose même pas de cartes de la Palestine.
L’Égypte dispose d’une armée régulière comprise entre 35 000 et 45 000 hommes, formée par les Britanniques. Toutefois, selon ces derniers, l’armée égyptienne est de piètre qualité et « ne peut pas être sérieusement considérée comme une force d’invasion ».
Les troupes sont réparties en trois brigades d’infanterie, une brigade blindée qui comprend environ 50 chars et trois bataillons d’artillerie équipés de canons Hutziwer de 65. Elle dispose également d’une force aérienne répartie en cinq escadrons et comportant : 12 Spitfire LF9, 8 Spitfire V, 9 Anson, 7 C-47, 12 Harvard, 2 Dove, 10 Magister et 10 vieux Westland Lysenders utilisés pour des attaques au sol et la communication entre QG. À cela viennent s’ajouter environ autant d’avions de chaque type mais non opérationnels.
Ce n’est que quelques jours avant le 14 mai 1948 que sans prendre l’avis de son gouvernement le roi Farouk ordonne l’implication de l’Égypte dans la guerre en transmettant ses ordres directement aux généraux. Le contingent égyptien comprend initialement 6 000 hommes organisés en deux brigades ainsi que plusieurs contingents de volontaires totalisant environ 2 000 hommes. Ses effectifs se montent à 22 000 hommes au moment de l’opération YOAV.

### La Syrie, le Liban et l’Arabie saoudite

Carte du Moyen-Orient moderne

La Syrie compte à l’époque un peu moins de 3 000 000 d'habitants. Le 17 juillet 1946, elle accède à l’indépendance à la suite de la fin du mandat français sur le pays.
Sa situation est fort similaire de celle de l’Égypte : sa politique intérieure est également dominée par des questions liées au mouvement nationaliste arabe. Elle se méfie toutefois nettement plus des visées expansionnistes des Hachémites, tant vis-à-vis de la Palestine que vis-à-vis d’elle-même. Son président Shukri al-Kuwatli est un proche de l’Arabie saoudite et du Grand Mufti et fait partie de la tendance nationaliste arabe anti-hachémite.
La Syrie est décidée à intervenir dans le conflit et s’implique particulièrement. Elle abrite sur son territoire, dans la banlieue de Damas, les camps d’entraînement des troupes de l’Armée de libération arabe et utilise son statut d’État souverain pour leur acheter des armes sur le marché international.
Le Liban compte environ 1 200 000 habitants et l’Arabie saoudite moins de 500 000. Leur intervention dans le conflit s’inscrit dans la logique de leurs engagements arabes mais, du fait de leur petite armée, ils ne jouent qu’un rôle mineur dans les combats.
Les armées syriennes et libanaises ont été formées par les Français lors de leur récent protectorat sur la région. Elles sont à l’époque fort peu développées. L’armée libanaise totalise environ 3 500 hommes répartis en quatre brigades d’infanterie et un régiment mécanisé soutenus par des unités de cavalerie et quelques pièces d’artillerie. Les forces syriennes totalisent environ 10 000 hommes mais sont dans une phase de transition venant d’une organisation désuète sous forme de forces de gendarmerie et cavalerie vers la formation d’une division d’infanterie. En conséquence, seules deux des trois brigades de la division sont opérationnelles. Les forces syriennes sont appuyées par un bataillon mécanisé composé de chars (obsolètes) d’origine française et par une vingtaine d’avions d’entraînement convertis en bombardiers et chasseurs.
La Syrie envoie une brigade d’infanterie soutenue par une compagnie de chars, deux compagnies de véhicules blindés et 24 pièces d’artillerie, soit environ 5 000 hommes.
Le 10 mai, le gouvernement libanais annonce qu’il ne prendra pas part aux opérations militaires, obligeant les généraux syriens et irakiens à redéfinir leurs plans.
L’Arabie saoudite envoie un contingent de 800 hommes répartis en trois bataillons, qui attendent à Aqaba pour se joindre aux forces égyptiennes lors de leur offensive.

### La Ligue arabe

#### Puissance potentielle
La création de la Ligue arabe le 22 mars 1945 s’inscrit dans le courant nationaliste panarabique. Elle rassemble initialement l’Égypte, l’Irak, la Syrie, la Transjordanie, le Liban, le Yémen et l’Arabie saoudite dans un but commun de défense des intérêts arabe sur le plan international. Son secrétaire général est l’Égyptien Abdul Rahman Hassan Azzam, dit aussi Azzam Pacha.
Selon Lapierre et Collins, « la puissance potentielle qu’elle représente est considérable. Ensemble, ces sept pays règnent sur 45 000 000 d’hommes [dont une importante communauté juive], dispersés sur 5 000 000 km2, une entité 30 fois plus peuplée et 200 fois plus étendue que la Palestine. Sous leurs immensités désertiques se trouvent les plus importantes réserves de pétrole du monde. Ils commandent à 5 armées régulières dont 3, celles de l’Égypte, de la Transjordanie et de l’Irak sont loin d’être négligeables ».
Selon les services de renseignements juifs de l’époque, la totalité des forces militaires des membres de la Ligue arabe se monte à 165 000 soldats avec un budget militaire de 28 000 000 de livres sterling, « Si cette force avait été massivement jetée dans la bataille, malgré le pessimisme des Anglais sur sa valeur opérationnelle, elle aurait pu orienter la guerre d’une façon moins favorable aux Juifs qu’elle ne l’a été ». Mais cette image de puissance et d’unité cache en réalité des dissensions internes évidentes au vu des relations qui lient ses membres.

#### Politique
La Ligue arabe est en toute logique directement concernée par le dossier palestinien qu’elle prend en charge dès 1946 en parlant au nom du peuple arabe palestinien devant les différentes commissions créées pour étudier le dossier ainsi qu’avec les délégations sionistes. "L’un des premiers actes de l’organisation a donc été de proclamer le soutien général des Arabes à la cause de la Palestine. Mais chacun des dirigeants arabes a ses propres idées sur la meilleure façon de servir cette cause. Et le plus souvent, l’idée est de saisir l’occasion pour servir les intérêts des dirigeants eux-mêmes, ou du moins de leurs pays".
Elle est décidée à s’opposer au plan de partage : le mémorandum de la réunion de la Ligue au Caire en décembre 1947 stipule que « la Ligue arabe est résolue à empêcher la création d’un État juif et à protéger l’intégrité de la Palestine en tant qu’État arabe uni et indépendant ».
Dans les faits c’est principalement par des déclarations tonitruantes qu’elle se distingue. "Toute une semaine de débat n’avait pu dégager la volonté commune dont les Arabes avaient besoin pour appliquer une telle résolution, le flot des communiqués enflammés qui avaient, jour après jour, proclamé leurs intentions belliqueuses les rendait prisonniers de leur propre rhétorique".
Le 16 septembre 1947, lors d’une réunion entre des représentants de l’Agence juive et Azzam Pacha, le secrétaire de la Ligue arabe, ce dernier déclare :

« Le monde arabe n’est pas d’humeur à faire des compromis. Il est possible, M. Horowitz, que votre plan soit rationnel et logique ; mais le destin de nations ne se décide pas sur des critères de logique rationnelle. Les nations ne concèdent jamais, elles combattent. Vous n’obtiendrez rien par la paix ou le compromis. Vous obtiendrez peut-être quelque chose, mais seulement par la force des armes. Nous essaierons de vous battre. Je ne suis pas sûr que nous réussirons, mais nous essaierons. Nous avons été capables de nous débarrasser des Croisés, mais en revanche nous avons perdu l’Espagne et la Perse. Peut-être perdrons-nous la Palestine. Mais il est trop tard pour parler de solutions pacifiques. »

#### Armée de libération arabe

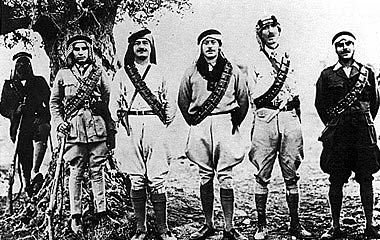
Fawzi al-Qawuqji en 1936 (3e en partant par la droite)

La Ligue arabe décide de financer et d’entraîner une armée de volontaires qui iraient combattre en Palestine. Le mémorandum du Caire ratifie la décision de fournir 10 000 fusils, 3 000 volontaires et 1 000 000 de livres sterling pour permettre un déclenchement immédiat des opérations de guérilla en Palestine.
L’Armée de libération ainsi créée, on place à sa tête le Libanais Fawzi al-Qawuqji, un héros de la lutte pour l’indépendance arabe. Il a notamment participé à la révolte palestinienne en 1937-1938 au côté des Nashashibis, ce qui fait de lui le candidat des deux royaumes Hachémites et un ennemi des Husseinis. C’est cependant aussi un proche la Syrie, où il espère obtenir le poste de ministre de la Défense. Lors d’une entrevue avec Joshua Palmon, chef de la section arabe du Da’at, il déclare :
« Il m’est indifférent que vous vous battiez contre Abdel Kader. J’espère même que vous lui donnerez une bonne leçon. Et il ne faudra pas qu’il compte sur mon aide. »
L’Armée de libération et la Jaysh al-Jihad al-Muqaddas « entreront en collision plus qu’à leur tour. Leurs heurts deviendront vraiment graves en mars 1948, juste au moment où l’unité d’action sera plus nécessaire que jamais et toutes les tentatives de médiation de la ligue resteront infructueuses ». En définitive, on confie le Nord à Fawzi al-Qawuqji, la région de Jérusalem à Abdel Kader al-Husseini et le secteur de Lydda et Ramleh à Hassan Salameh, ce qui « soulagera la pression sur la principale concentration juive, en Palestine centrale ». La région du Néguev est confiée au colonel égyptien Taryq Bey.
Les quartiers généraux de l’Armée de libération arabe sont établis à Damas pour l’approvisionnement et la logistique. Un comité militaire, dirigé par le général irakien à la retraite Ismail Safwat, supervise les opérations(p. 58). Sur le terrain, plusieurs officiers syriens en assurent le commandement des différents bataillons.
Les volontaires de l’armée ont des origines hétéroclites : anciens officiers ou soldats, étudiants, fonctionnaires du gouvernement, fermiers… Syriens, Libanais, Irakiens, Transjordaniens, Frères musulmans d’Égypte. Il y a également quelques Yougoslaves, Allemands, Turcs ou encore des déserteurs britanniques.
L’Armée de libération arabe comptabilise environ 10 000 hommes. Avant le 15 mai, ils interviennent principalement dans le nord de la Palestine : 3 000 à 4 000 en Samarie, 1000 répartis en petits groupes de guérilla en Galilée, 200-300 à Haïfa, 200 à Jaffa, environ 700 dans la région de Jérusalem et une centaine dans le district de Gaza.
Les nouveaux historiens les décrivent comme mal équipés, mal entraînés et indisciplinés mais les rapports britanniques de l’époque font état de forces bien organisées et bien équipées, notamment en transports mécanisés. Selon Lapierre et Collins, « contrairement aux Palestiniens, ces volontaires étrangers disposent d’un armement correct. Leurs transmissions et leurs transports restent toutefois primitifs (…). Quant à l’intendance, (…) El Qawuqji laissera l’armée vivre du pillage des colonies juives. Que son stock de médicaments ne comprenne que des laxatifs et de l’aspirine ne l’inquiète pas davantage. Il ne prévoit pas de longue campagne ni des pertes graves ».

## La démission britannique

### Situation internationale
L’Empire britannique est en période de crise, notamment avec l’indépendance de l’Inde et du Pakistan et la chute de son influence au Moyen-Orient. Le Royaume-Uni connaît également des soucis avec les autorités égyptiennes, qui ont porté le contentieux sur les bases militaires britanniques devant l’ONU. Enfin, le dossier palestinien empoisonne les relations de l’Empire avec les États-Unis, dont l’aide est indispensable au maintien du niveau de vie de la population du pays dans la difficile période de l’après-guerre.

### Politique locale

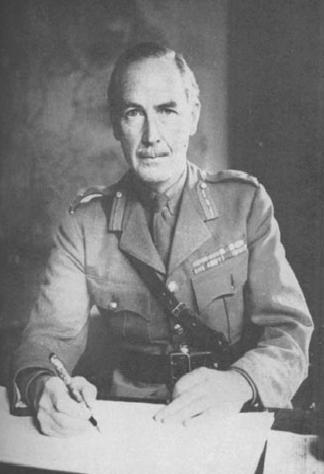
Le Haut Commissaire britannique en Palestine Alan Cunningham

Au niveau local palestinien, les Britanniques ont proposé plusieurs plans pour apporter une solution au problème : sans succès. Sur le terrain, le coût économique de leur maintien en Palestine est élevé, tant pour y maintenir l’ordre que pour administrer le pays. Les pertes en vies humaines à la suite de la lutte que leur mènent les groupes sionistes de droite passe difficilement au sein de l’opinion publique. Enfin, Londres ne veut pas voir le Mufti prendre le pouvoir en Palestine.
Le Royaume-Uni va donc jouer la carte de son dernier allié au Moyen-Orient : le roi Abdallah de Jordanie.
La solution de partage de la Palestine entre les sionistes et le royaume Hachémite avait déjà été envisagé par la Commission Peel en 1937. « Par bien des points, elle avait adopté la solution d’Abdallah. Un journal de Jaffa, Filastin, la qualifia alors de la solution de la "grande Transjordanie", expression adoptée ensuite par le Foreign Office pour désigner sa propre solution à la question palestinienne ».
En septembre 1947, le Royaume-Uni n’émet aucune objection à la suggestion d’Abdallah de s’emparer de la partie arabe de la Palestine mais refuse toutefois sa proposition de laisser entrer la Légion arabe en Palestine pour les y aider à maintenir l’ordre,. La possibilité de voir le contrôle du Néguev tomber dans les mains d’un de leurs alliés serait également au centre de discussions à venir.
Le 20 septembre 1947, peu après la remise des conclusions de l’UNSCOP en faveur de la fin du mandat britannique et du partage en deux États, le Royaume-Uni décide d’évacuer la Palestine sans aucun transfert organisé de compétence aux Arabes, aux Juifs ou à l’ONU. Cette dernière en est officiellement avertie le 27 septembre. La position officielle du Royaume-Uni est de ne donner son soutien qu’à une solution acceptée par les deux parties. Elle interdit par ailleurs l’entrée en Palestine à la commission des Nations unies chargée d’organiser la dévolution des pouvoirs. Le départ britannique laisse donc une situation conflictuelle et désorganisée.
Sir Alek Kirkbride, ambassadeur du Royaume-Uni à Amman étant chargé du dossier diplomatique, joue un rôle central dans les discussions entre les parties arabes tandis que le Haut-Commissaire du Mandat, Sir Alan Cunningham organise l’évacuation des soldats britanniques présents en Palestine.

### Forces britanniques
À l’époque des troubles les Britanniques sont de loin la première force militaire présente au Moyen-Orient.
En Palestine même, ils disposent de 100 000 hommes, soit près du double des autres protagonistes réunis. Ils sont répartis en 2 divisions terrestres, 2 brigades d’infanteries, 2 régiments mécanisés, des unités d’artillerie et plusieurs escadrons de la RAF. La 6e division aéroportée, une troupe d’élite, est déployée dans le nord de la Palestine. La 1re division d’infanterie est chargée de la zone centrale et du sud. La 61e brigade d’infanterie est également déployée dans le Néguev tandis que Jérusalem est sous la responsabilité de la 8e brigade d’infanterie. Le commandement britannique peut également s’appuyer sur la Légion arabe dont certaines troupes sont en garnison en Palestine, sur la Force frontalière transjordanienne forte de 3 000 hommes ainsi que sur la police palestinienne comprenant 4 000 membres britanniques. Ils disposent aussi de l’appui de la Flotte de Méditerranée.
Le déploiement culmine en juillet 1947 avec 70 200 soldats britanniques stationnés en Palestine secondés par une logistique de 1 277 conducteurs et 28 155 employés civils.
Les Britanniques disposent également de forces très importantes en Égypte qui interviennent sporadiquement à la fin de la guerre, ainsi que du contrôle de fait de la Légion arabe commandée par Sir John Glubb Pacha et entièrement encadrée par des officiers britanniques.

## L’implication des États-Unis et de l’URSS

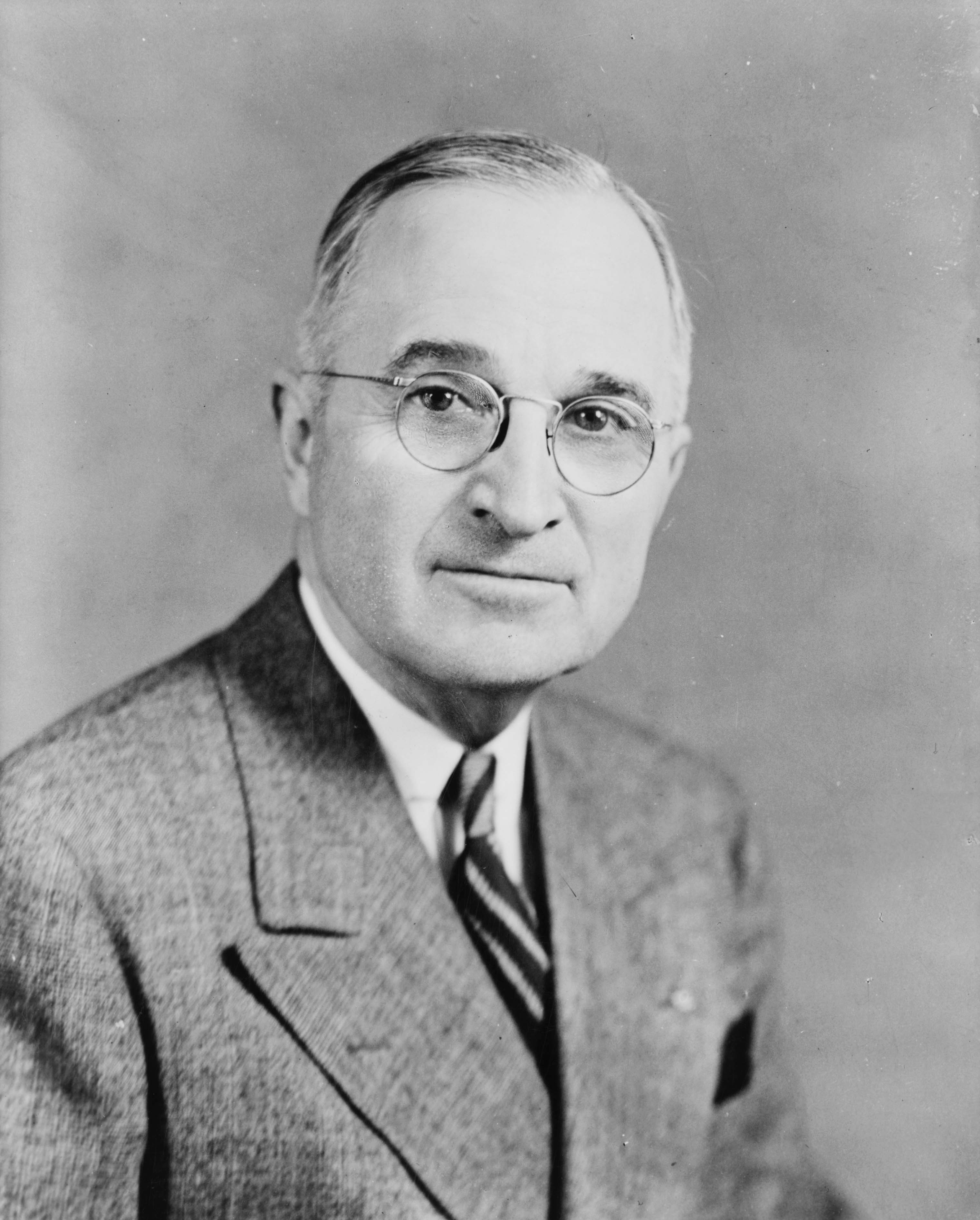
Le président Harry Truman

Les deux grandes puissances émergentes de la Seconde Guerre mondiale ont eu également une influence importante dans le conflit.
La politique internationale des États-Unis est marquée à la fois par son opposition au colonialisme et par une nécessité du contrôle des ressources énergétiques et en particulier du pétrole. Dans ce cadre, le département d’État a toutes les raisons d’être favorable aux Arabes.
Dès les années 1930, plusieurs sociétés pétrolières américaines ont des intérêts grandissant au Moyen-Orient et y sont en concurrence avec les sociétés française, britannique ou hollandaise. De plus, le mouvement sioniste est perçu — notamment — comme un mouvement colonialiste ; ce qui s’inscrit mal dans le contexte de l’émancipation et du nationalisme arabe face aux colonialismes français et britannique.
Sur le plan intérieur, toutefois, le président Truman a besoin du vote de la communauté juive des États-Unis et est sujet aux pressions du lobby sioniste. De plus, il a été marqué par le drame de l’Holocauste et sa sympathie pour le mouvement sioniste est sincère. Il intervient à plusieurs reprises pour prendre le parti des Juifs de Palestine, y compris contre son propre département d’État.
Dans le même temps, la traditionnelle politique soviétique à l’encontre du sionisme a subi un revirement total. On explique ce revirement par le souci de contrecarrer la politique britannique au Moyen-Orient, voire l’espoir secret de voir le futur État d’Israël devenir une tête de pont socialiste au Moyen-Orient. Quoi qu’il en soit, l’URSS a été un allié essentiel des sionistes à l’ONU pour le vote du plan de partage. Et dans le cadre de la préparation à la guerre, le bloc de l’Est est le pourvoyeur de l’armement qui fait cruellement défaut à l’État juif.

## Synthèse

### Yichouv

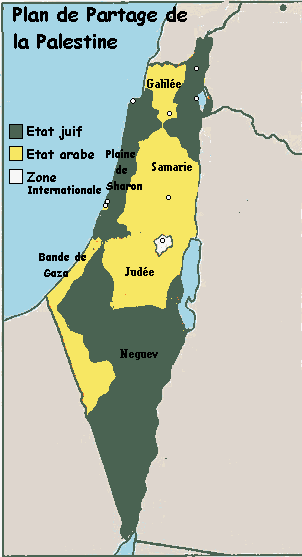
Plan de partage de 1947 - Voir aussi carte détaillée (ONU).

Au 30 novembre 1947, le Yichouv est uni derrière un objectif commun : l’aboutissement du projet sioniste et la fondation d’un État juif en Palestine mandataire.
L’autorité de son leader David Ben Gourion est globalement reconnue et le pouvoir est centralisé autour de sa personne. Face à la guerre qui s’annonce, le Yichouv est déjà organisé et structuré comme une entité étatique dont l’Agence juive joue le rôle de gouvernement. La communauté dispose également du soutien financier et politique de plusieurs organisations sionistes, dont l’Organisation sioniste mondiale.
S’il ne dispose toutefois que d’une faible armée par rapport aux forces des pays arabes voisins et souffre d’un manque grave de matériel, il peut compter sur une réserve importante d’hommes entraînés et des mesures sont prises par Ben Gourion pour doter le futur État d’une véritable armée. Les forces paramilitaires sionistes : le Palmach, la Haganah, l’Irgoun et le Lehi restent ainsi très nettement supérieures aux forces palestiniennes.
Sur le plan diplomatique, l’Agence juive entretient de bons contacts avec les autorités britanniques mandataires et avec les États-Unis où ils ont un partisan sincère dans le chef du président Harry Truman.

### Haut Comité arabe
La ligne politique du Haut Comité arabe est claire : empêcher la formation d’un État sioniste et créer un État arabe palestinien sur toute la Palestine.
Sa situation est toutefois plus délicate. Le sentiment nationaliste est à cette date nettement moins fort dans la communauté arabe palestinienne que dans la communauté juive. Le représentant du courant nationaliste, le Mufti Hadj Amin al-Husseini, et le Haut Comité arabe qu’il préside, ne font pas l’unanimité dans la communauté palestinienne où la faction des Nashashibis est pour un rapprochement avec le royaume hachémite de Transjordanie. De plus, la plupart des leaders dont le Mufti ne sont même pas présents en Palestine.
Amin al-Husseini ne dispose que d’un atout solide, en la personne de son charismatique neveu Abdel Kader al-Husseini, qui dirige son armée, la Jaysh al-Jihad al-Muqaddas. Celle-ci est toutefois limitée à quelques centaines d’hommes en novembre 1947. Dans les faits, le pouvoir est assuré localement dans les villes par des « comités nationaux » qui disposent d’une certaine autonomie. La direction des villages est laissée aux mukhtars. Et en définitive, les forces palestiennes ne totalisent que quelques milliers d’irréguliers sans équipement ni entraînement,,.
Sur le plan diplomatique, les Britanniques ne veulent pas du Mufti à la tête d’un État palestinien,. Ils ne lui pardonnent pas les troubles fomentés durant la Grande Révolte arabe en Palestine ni ses amitiés avec les Nazis durant la Seconde Guerre mondiale. Ces dernières cristallisent d’ailleurs la haine des Juifs contre sa personne et n’attirent pas la sympathie à sa cause. Ses « alliés » arabes ne l’apprécient guère et ses ambitions contrecarrent les plans du Roi Abdallah, ce qui lui vaut néanmoins un certain soutien de l’Égypte et de la Syrie. Enfin, sur le terrain, le commandant des forces de l’Armée de libération arabe ne s’entend pas avec son neveu,.

### Transjordanie
La Transjordanie est le véritable deuxième grand acteur de la guerre. Elle dispose en novembre 1947 de la meilleure armée en présence, la Légion arabe : 10 000 hommes répartis en quatre régiments entièrement mécanisés et appuyée par 75 véhicules blindés. De plus, elle est commandée, encadrée et équipée par les Britanniques.
Le roi Abdallah ambitionne de fonder la Grande Syrie, qui engloberait la Transjordanie, la Palestine, la Syrie et le Liban. Dans le contexte du plan de Partage, il ambitionne annexer la partie arabe de la Palestine mais ses intentions à l’égard du Yichouv dans ce contexte restent ambiguës,. Il a le soutien des autorités britanniques dont il est le dernier allié au Moyen-Orient et qui voient en lui un pion essentiel. L’Irak qui a une dynastie hachémite est son allié mais il suscite la méfiance des autres pays de la Ligue arabe, en particulier de la Syrie et de l’Égypte.

### Pays arabes
Les autres membres de la Ligue arabe ne sont pas réellement intéressés par la situation en Palestine. Ils ont leurs propres problèmes. L’Égypte et l’Irak connaissent des troubles internes ; l’Égypte est en lutte d’influence avec les Britanniques sur les questions du Soudan et de la présence de bases militaires sur son territoire. L’implication syrienne est plus importante mais elle dispose de nettement moins de moyens. Dans le contexte du panarabisme et face à leur opinion publique, ils ne peuvent néanmoins par rester inactifs face au sionisme.
Sous-estimant le réel rapport des forces dans un conflit inter-palestinien, ils comptent sur l’Armée de libération arabe pour fournir un soutien suffisant aux Palestiniens et se sont contentés de déclarations tonitruantes et sont principalement attentifs aux ambitions d’Abdallah. Leurs forces potentielles restent malgré tout conséquentes et supérieures à la Légion arabe et aux forces sionistes. Comme essaie de les en convaincre Ismail Safwat, leur intervention ou non peut peser de manière significative dans la balance.

### Britanniques
Avec près de cent mille hommes et au vu de leur passé dans la région, les Britanniques représentent la première puissance militaire, politique et diplomatique en Palestine. Ils doivent d’ailleurs encore en assurer la souveraineté jusqu’au 14 mai. Leur objectif est de quitter rapidement la Palestine avec le moins de victimes britanniques possibles tout en y défendant leurs intérêts futurs et en essayant de respecter les promesses d’indépendances faites à la fois aux sionistes par Balfour et aux arabes par McMahon. Ces objectifs seraient réalisés si la Palestine était partagée entre un État juif et arabe et que la partie arabe était annexée par la Transjordanie. C’est la stratégie pour laquelle ils vont opter.

### États-Unis et URSS
Ni les États-Unis ni l’Union soviétique n’ont de base dans la région stratégique du Moyen-Orient. Ils cherchent principalement à y prendre pied par voie diplomatique et y remplacer les Britanniques.
Staline voit dans un État juif une occasion intéressante d'y implanter une base communiste. Il apporte un soutien de taille aux Yichouv : tandis que les É.-U. imposent un embargo sur les armes et le matériel tant aux Israéliens qu’aux Arabes et qu’ils font pression sur les Britanniques pour le respecter, les Soviétiques fournissent la majeure partie des armes indispensables au Yichouv puis à Israël.

### Conséquences
Les ambitions, les intentions et les moyens dont disposent les protagonistes vont leur permettre de mettre en œuvre leur politique avec plus ou moins de succès. Le 30 novembre 1947, au lendemain du vote du Plan de partage, la guerre civile éclate en Palestine. C’est le commencement de la guerre israélo-arabe de 1948.